# Chaitophorus longipes
Chaitophorus longipes är en insektsart som beskrevs av Tissot 1932. Chaitophorus longipes ingår i släktet Chaitophorus och familjen långrörsbladlöss. Inga underarter finns listade i Catalogue of Life.